# حافظه (فیلم ۲۰۲۲)
حافظه (به انگلیسی: Memory) یک فیلم اکشن و دلهره‌آور آمریکایی محصول سال ۲۰۲۲ به نویسندگی داریو اسکارداپان و کارگردانی مارتین کمبل با بازی لیام نیسون است که بر اساس یک فیلم بلژیکی به نام پرونده آلزایمر (۲۰۰۳) ساخته شده‌است.
حافظه در ۲۹ آوریل ۲۰۲۲ توسط اوپن رود فیلمز در ایالات متحده اکران شد و عموماً نقدهای متفاوتی از منتقدان دریافت کرد.

## داستان
یک قاتل حرفه‌ای به نام الکس لوئیس به علت سن بالا به شدت با مشکل حافظه خود دست و پنجه نرم می‌کند. الکس به دنبال انتقام از یک شبکه تبهکاری است. پس از اینکه او می‌فهمد برای به قتل رساندن یک کودک بی‌گناه استخدام شده‌است؛ به دنبال کارفرمایان خود می‌رود تا آن‌ها را از بین ببرد. آن‌ها افراد قدرتمندی هستند که پلیس از پس آن‌ها بر نمی‌آید…

## بازیگران اصلی
- لیام نیسون در نقش الکس لوئیس
- گای پیرس در نقش وینسنت سرا
- مونیکا بلوچی در نقش داوانا سلمان
- هارولد تورس در نقش هوگو مارکز
- تاج اتوال در نقش لیندا آمیستد
- ری فیرون[۳]
- ناتالی اندرسون در نقش مارین بوردن
- لی بوردمن در نقش مائورسیو

## تولید
در آوریل ۲۰۲۱، فیلم‌برداری اصلی با پیوستن گای پیرس، مونیکا بلوچی، هارولد تورس، تاج اتوال و ری فیرون در بلغارستان آغاز شد.